# 1999 في نيوزيلندا
فيما يلي قوائم الأحداث التي وقعت خلال عام 1999 في نيوزيلندا.

## سياسة

### تعيين في المنصب
- 5 ديسمبر – جيني شيبلي زعيم المعارضة،زعيم المعارضة.

### انتهاء فترة المنصب
- 5 ديسمبر – هيلين كلارك زعيم المعارضة.

## مواليد

### يناير
- 16 يناير – مايكل وود

### فبراير
- 20 فبراير – سارببريت سين لاعب كرة قدم نيوزيلندي.

## وفيات

### مايو
- 12 مايو – دانيال فرانك والز (مواليد 1942) فيزيائي نيوزيلندي.

### ديسمبر
- 13 ديسمبر – بيتر آدامز (مواليد 1938)